# Văleni, Brașov
Văleni, mai demult Valendorf (în dialectul săsesc Wouldref, în germană Woldorf, Wallendorf, în maghiară Dombos) este un sat în comuna Jibert din județul Brașov, Transilvania, România.